# Botanophila salti
Botanophila salti este o specie de muște din genul Botanophila, familia Anthomyiidae. A fost descrisă pentru prima dată de Fritz Isidore van Emden în anul 1951.
Este endemică în Tanzania. Conform Catalogue of Life specia Botanophila salti nu are subspecii cunoscute.